# Ithonidae
Famille
Synonymes
- Rapismatidae Navas, 1929[2]

Les Ithonidae sont une famille d'insectes ailés, de l'ordre des névroptères. Cette famille contient au total neuf genres, sept actuels et deux éteints. Les espèces actuelles ont une distribution disjointe tandis que les genres éteints étaient, eux, largement répandus. Cette famille est considérée comme l'une des plus primitives parmi les familles actuelles d'insectes névroptères.

## Liste des genres
Selon NCBI (28 févr. 2011) :
- genre Ithone
- genre Megalithone
- genre Oliarces

Selon ITIS (28 févr. 2011) :
- genre Oliarces Banks, 1908

Selon Paleobiology Database (21 avril 2019)
- genre † Allorapisma Makarkin & Archibald, 2009
- genre † Burmithone Lu et al., 2017
- genre † Cratovoluptia Martins-Neto & Rodrigues, 2009
- genre † Elektrithone Makarkin et al., 2014
- genre † Guithone Zheng et al., 2016
- genre † Lasiosmylus Ren & Guo, 1996
- genre † Principiala Makarkin & Menon, 2007

Ces genres éteints sont connus du Jurassique moyen à l’Éocène, avec une vaste distribution géographique : Europe, Chine, Birmanie, Brésil, États-Unis, etc.